# 薩布萊的羅貝爾四世
薩布萊的羅貝爾四世（1150年－1193年9月23日）為薩布萊領主，他在1191年－1193年間擔任圣殿骑士团第十一任的團長，以及賽普勒斯的領主。